# Orazio Costa
Orazio Costa (6 de agosto de 1911-14 de noviembre de 1999) fue un director y profesor teatral de nacionalidad italiana, uno de los máximos exponentes de la pedagogía teatral europea del siglo XX. Costa contribuyó de un modo original al nacimiento, en los años siguientes al final de la Segunda Guerra Mundial, del nuevo movimiento cultural que renovó el concepto del teatro, elevando los papeles de los actores y del director a la categoría de «servidores del arte». 

## Biografía

### Inicios
Su nombre completo era Orazio Costa Giovangigli, y nació en Roma, Italia. De padre dálmata y madre corsa, desde su niñez se mostró interesado por el arte y la cultura. A los dieciséis años de edad fue admitido en la Regia Scuola di recitazione "Eleonora Duse", donde conoció a Silvio D'Amico. Mientras tanto, se licenció en literatura con una tesis sobre Alessandro Manzoni, centrada en la naturaleza teatral de los diálogos entre los personajes de Los novios. Gracias a D'Amico, una vez terminados sus estudios en la academia entró en contacto con Jacques Copeau, del cual quedó fascinado, y que marcó su rumbo teatral y pedagógico.

### Enseñanza y dirección teatral
En 1938 se convirtió en ayudante de Jacques Copeau en el Maggio Musicale Fiorentino, asistiéndole en la dirección de la comedia de Shakespeare Como gustéis, y en 1940 recibió el encargo de dirigir la primera compañía de la Academia.
El mismo año, en el teatro La Fenice de Venecia dirigió La donna de Paradiso, misterio medieval en dos partes representado por la Compañía de la Academia y el Coro de la Capilla de Letrán.
Costa obtuvo en 1944 la cátedra de dirección de la Academia, dando muestra de su capacidad como profesor llevando el siguiente año a escena con éxito los textos Il Candeliere, de Alfred de Musset, con un joven Giorgio De Lullo, y Amarsi male, de François Mauriac, con Valentina Cortese. Ambos actores, en aquel momento desconocidos, alcanzaron la fama al poco tiempo.
También en 1944, fundó el Piccolo Teatro della Città di Roma, que dirigió hasta el año 1954.
En 1949 trabajó en la La coronación de Popea, ópera dirigida por Alberto Erede e interpretada por Hilde Gueden y Boris Christoff, así como en Venezia salva, pieza de Massimo Bontempelli interpretada por Memo Benassi, Giorgio De Lullo y Rossella Falk, entre otros, en el Teatro La Fenice. Al año siguiente dirigió Noche de reyes, de William Shakespeare, con De Lullo, Giovampietro y Mario Gallina, obra representada en el Castello de San Giusto por el Teatro Verdi de Trieste.
En 1954 asumió la dirección y adaptación del estreno absoluto del drama sacro Resurrezione e vita (Ego sum resurrectio et vita), de Virgilio Mortari, con puesta en escena de Gianandrea Gavazzeni e interpretación de Gianni Raimondi y Mario Sereni, así como de la obra Arianna, de Benedetto Marcello, con Antonietta Stella y Nicola Filacuridi, ambas representadas en el Teatro Verde de San Giorgio Maggiore por la compañía de La Fenice.
En 1956 supervisó la representación de Liolà por la Academia Nacional de Arte Dramático, pieza que se llevó a escena con música de Roman Vlad en Venecia. Dos años más tarde, en 1958, hizo lo mismo con El conde Ory, con dirección de Nino Sanzogno e interpretación de Franco Calabrese, Teresa Berganza y Rolando Panerai, siendo llevada a cabo la representación en la Piccola Scala de Milán.
Siempre con la misma actividad, en 1961 trabajó con la obra Enrique IV, llevada a escena por el Piccolo Teatro di Milano en Venecia.
Con la Compagnia degli Ultimi, en 1974 llevó a escena una de sus representaciones de mayor fama: Las tres hermanas, de Antón Chéjov.
Costa fundó en 1981 el Centro di avviamento all'espressione, representando con él la Vita nuova de Dante, Il divorzio (de Vittorio Alfieri, 1982), Il segno (una croce per l'impero) (de Plinio Acquabona, 1983), y The Country Girl, de Clifford Odets (1984).
Desde 1985 a 1988 dio vida a la "Scuola di Espressione ed Interpretazione Scenica", basada enteramente en la enseñanza del método mimético en la sede del Consorzio Teatro Pubblico Pugliese de Bari.
Costa también publicó en 1992 el libro de poesía Luna di casa, pasado por alto por la crítica y que tuvo pocos lectores, pero el cual alabó con entusiasmo Mario Luzi. 
Orazio Costa falleció el 14 de noviembre de 1999 en Florencia, Italia. Fue enterrado en el Cementerio de Asís.

## El método mimético
La principal contribución de Costa al campo de la pedagogía teatral fue la elaboración del método mimético. Basándose en las enseñanzas de su maestro Jacques Copeau, concibió una serie de ejercicios diseñados para desarrollar en el actor la capacidad de empatizar, sobre todo físicamente, en cada elemento natural, animado o inanimado. El objetivo del método mimético es desarrollar en el actor una extrema ductilidad psicofísica, necesaria para la interpretación de un personaje. 
En la elaboración de su método de enseñanza, el contacto con Copeau, del cual había sido alumno y ayudante, fue fundamental, compartiendo la idea de un teatro simple y sin lujos, basado en el «milagro» de la expresión teatral. Para Costa, el acontecimiento esencial de la representación fluye del cuerpo, con un potencial expresivo que precede a la palabra.

## El teatro como misión
Siguiendo las enseñanzas de Copeau y D'Amico, Costa diseñó una visión del teatro como una misión espiritual, y no únicamente como una profesión. A sus jóvenes alumnos, junto con un método práctico de interpretación, les proponía una especia de religión laica, basada principalmente en la consciencia de uno mismo, preparando así el camino hacia el teatro de investigación de las siguientes décadas.

## Premios
- Caballero de la Orden al Mérito de la República Italiana. Condecoración concedida el 9 de enero de 1996.[1]